# Micromeria peltieri
Micromeria peltieri là một loài thực vật có hoa trong họ Hoa môi. Loài này được (Maire) R.Morales mô tả khoa học đầu tiên năm 1990 publ. 1991.